# Matka i dziecko
Matka i dziecko (ang. Mother and Child) – amerykańsko-hiszpański melodramat z 2009 roku w reżyserii Rodrigo Garcíi. Zdjęcia kręcono w Los Angeles.
Premiera filmu miała miejsce 14 września 2009 roku podczas 34. Międzynarodowego Festiwalu Filmowego w Toronto.

## Opis fabuły
Pięćdziesięcioletnia Karen (Annette Bening) codziennie myśli o córce, którą jako nastolatka oddała do adopcji. Elizabeth (Naomi Watts) panicznie boi się odrzucenia. Gdy zachodzi w ciążę, zataja to przed partnerem i przeprowadza się. Lucy (Kerry Washington) i Joseph (David Ramsey) nie mogą mieć dzieci. Zaczynają myśleć o adopcji.

## Obsada
Źródło: Filmweb
- Samuel L. Jackson jako Paul
- David Morse jako Tom
- Naomi Watts jako Elizabeth
- Kerry Washington jako Lucy
- Annette Bening jako Karen
- Carla Gallo jako Tracy
- Marc Blucas jako Steven
- Britt Robertson jako Violet
- S. Epatha Merkerson jako Ada
- Elpidia Carrillo jako Sofia
- David Ramsey jako Joseph
- Jimmy Smits jako Paco
- Eileen Ryan jako Nora
- Ahmed Best jako Julian
- Shareeka Epps jako Ray
- LisaGay Hamilton jako Leticia
- David Ramsey jako Joseph

i inni.

## Odbiór
Film otrzymał pozytywne recenzje, a krytycy wychwalali występ Davida Ramseya za rolę Josepha. Serwis Rotten Tomatoes przyznał za film ocenę 79%, natomiast Metacritic 64 punktów.

### Nagrody i nominacje
Źródło: The Internet Movie Database
| Rok  | Miejsce                                          | Nagroda                 | Kategoria                      | Odbiorcy i nominowani | Wynik     |
| ---- | ------------------------------------------------ | ----------------------- | ------------------------------ | --------------------- | --------- |
| 2010 | Australian Academy of Cinema and Television Arts | AFI International Award | Najlepsza aktorka              | Naomi Watts           | Nominacja |
| 2011 | Czarne Szpule                                    | Black Reel              | Najlepsza aktorka drugoplanowa | Shareeka Epps         | Nominacja |
| 2011 | Czarne Szpule                                    | Black Reel              | Najlepszy aktor drugoplanowy   | Samuel L. Jackson     | Nominacja |
| 2011 | Independent Spirit Awards                        | Independent Spirit      | Najlepsza aktorka drugoplanowa | Naomi Watts           | Nominacja |
| 2011 | Independent Spirit Awards                        | Independent Spirit      | Najlepszy aktor drugoplanowy   | Samuel L. Jackson     | Nominacja |